# Hermann Wilhelm Vogel
Hermann Wilhelm Vogel (26 de març de 1834 - 17 de desembre de 1898) va ser un fotògraf i químic alemany que va descobrir la manera pràctica de realitzar fotografies en color. Les seves aportacions es van realitzar en el desenvolupament de pel·lícules ortocromàtiques.
Va fer estudis secundaris a Frankfurt de l'Oder i els seus estudis universitaris a la universitat de Berlín on va obtenir el seu doctorat en 1863 sota la direcció de Karl Friedrich August Rammelsberg. El treball de la seva tesi doctoral va ser Über dónes Verhalten von Chlorsilber, Bromsilber und Jodsilber im Licht und die Theorie der Photographie (Reaccions de clorur d'argent, bromur d'argent i iodur d'argent amb la llum i la Teoria de la fotografia) i que va suposar l'inici del seu interès per la fotografia.
En 1873 va descobrir la forma d'ampliar la sensibilitat espectral de les emulsions fotogràfiques a la llum verda, ja que fins llavors només eren sensibles al blau i els rajos UV, mitjançant l'addició de colorants, mentre que en 1884 va descobrir la forma d'ampliar la sensibilitat al taronja. No obstant això, no va poder aconseguir una resposta plenament pancromàtica, ja que es va produir l'any 1900 poc després de la seva mort.
Va utilitzar una mescla de anilies al colodió perquè les plaques es fessin sensibles al color vermell, mitjançant les seves recerques va aconseguir que les plaques tenyides de blava fossin sensibles al groc, les que tenyia de verd l'eren roent però també a altres colors de l'espectre visible. Aquest descobriment ho va publicar en The Philadefia Photographer l'un de desembre de 1873.
En la seva activitat docent com a professor de fotografia a la Universitat Tècnica de Berlín va tenir entre els seus alumnes destacats a Alfred Stieglitz que va assistir a les seves classes entre 1882 i 1886.
Com a fotògraf de viatges va realitzar una expedició a Egipte, una altra a Itàlia i possiblement una altra a Àsia. Quan en 1891 el Camera Club de Viena va organitzar la que es considera la primera exposició del pictorialisme es va mostrar crític amb el fet que el jurat estigués format exclusivament per diversos pintors i un escultor sense incloure's cap fotògraf.

## Algunes publicacions
- Die Photographie auf der Londoner Weltausstellung des Jahres 1862. Ed. H. Neuhoff, 1863

- Lehrbuch der Photographie (Robert Oppenheim, Berlin 1870, en Google Books

- Praktische Spektralanalyse irdischer Stoffe. 2ª ed. Berlin 1888 ff.

- Die chemischen Wirkungen des Lichts und die Photographie. 2ª ed. Leipzig 1883

- Die Photographie farbiger Gegenstände in den richtigen Tonverhältnissen. Berlin 1885

- Vom Indischen Ozean bis zum Goldland Reisebeobachtungen. Berlin 1877

- Lichtbilder nach der Natur. Berlin 1879

- über das Spiritistentreiben. Berlin 1880